# ファビオ・コスタ
ファビオ・コスタ（ポルトガル語: Fabio Costa、1977年11月27日 - ）は、ブラジルの元サッカー選手。ポジションはGK。

## クラブ歴
1997年にECヴィトーリアのトップチームに昇格、2000年にサントスFCに移籍。
2004年から翌2005年までSCコリンチャンス・パウリスタに在籍した後、サントスに復帰した。2010年はニューヨーク・レッドブルズとの親善試合に出場したのみで出場機会を得られず、アトレチコ・ミネイロにレンタル移籍した。2013年にはADサンカエターノにレンタル移籍。同年12月16日には契約切れと共に選手からの引退を表明。「15歳の頃からだから、プロサッカー選手として21年を過ごしてきたけれども、今では出場する楽しみも失われてしまった。出場できないのだから、サントスを離れる事に悔いはないよ。」と述べた。

### 代表歴
U-23代表としてシドニーオリンピックに出場した。
A代表ではFIFAコンフェデレーションズカップ2001のメンバー入りしたものの出場機会は得られなかった。

## タイトル

### クラブ
ヴィトーリア
- コパ・ド・ブラジル: 1997
- カンピオナート・バイアーノ: 1997
- コパ・ド・ノルデステ: 1997

サントス
- カンピオナート・ブラジレイロ・セリエA: 2002, 2005
- カンピオナート・パウリスタ: 2006, 2007

### 代表
- トゥーロン国際大会: 1997

### 個人
- ボーラ・ジ・プラッタ: 2005
- セレソン・ド・ブラジレイロン: 2005